# Saho (langue)
Pour les articles homonymes, voir Saho.
Le saho est une langue rattachée au groupes des langues couchitiques orientales. Sa divergence avec l'afar semble récente, de sorte qu'on parle des langues afar-saho (en).
Le saho est parlé en Érythrée et en Éthiopie.

## Écriture
En Érythrée, le saho est écrit avec l’alphabet latin.
| a | b | c | ch | ç/č | d | dh | e | f  | g | gn | h  | i | j | k | kh | l | m |
| n | o | p | q  | qh  | r | rh | s | sh | t | th | ts | u | v | w | x  | y | z |

Le tréma est utilisé pour distinguer certains noms féminins avec l’accent tonique sur la dernière syllabe de leur équivalents masculins avec l’accent tonique sur l’avant-dernière syllabe, par exemple ‹ barhä › « fille » et ‹ barha › « fils ».
En Éthiopie, le saho est écrit avec l’alphasyllabaire guèze.

## Prononciation
|         | Antérieure | Centrale | Postérieure |
| ------- | ---------- | -------- | ----------- |
| Fermée  | i iː       |          | u uː        |
| Moyenne | e eː       |          | o oː        |
| Ouverte |            | a aː     |             |

|                    | Bilabiale | Labio- dentale | Alvéolaire | Rétroflexe | Palatale  | Vélaire | Pharyngale | Glottale |
| ------------------ | --------- | -------------- | ---------- | ---------- | --------- | ------- | ---------- | -------- |
| Occlusive          | (p) b     |                | t d        | ɖ          |           | k ɡ     |            | (ʔ)      |
| Occlusive éjective |           |                | (tʼ)       |            |           | kʼ      |            |          |
| Fricative          |           | f (v)          | s (z)      |            | (ʃ)       | (x)     | ħ ʕ        | h        |
| Fricative éjective |           |                | (sʼ)       |            |           |         |            |          |
| Affriquée          |           |                |            |            | (tʃ) (dʒ) |         |            |          |
| Affriquée éjective |           |                |            |            | (tʃʼ)     |         |            |          |
| Nasale             | m         |                | n          |            | ɲ         |         |            |          |
| Battue             |           |                | r          |            |           |         |            |          |
| Latérale           |           |                | l          |            |           |         |            |          |
| Spirante           | w         |                |            |            | j         |         |            |          |